# Amanda Palmer
Amanda MacKinnon Palmer (Nueva York, 30 de abril de 1976) es una cantante, compositora e intérprete musical estadounidense. Se hizo conocida siendo vocalista y pianista del grupo The Dresden Dolls, que ellos catalogan como "Cabaret Punk Brechtiano". Además tiene una carrera en solitario, formó parte del dúo Evelyn Evelyn, y es la vocalista y compositora en Amanda Palmer & The Grand Theft Orchestra. 

## Biografía

### Familia e infancia
Amanda aprendió a tocar el piano desde niña gracias a su madre. Tiene una hermana menor con la cual siempre mantuvo una muy buena relación.

### Estudios e inicios
Creció en Lexington, Massachusetts, a cuya Escuela Secundaria asistió, y donde se involucró de forma especial en el departamento de dramática (algo muy presente en el contenido de muchas de sus canciones). Obtuvo la Licenciatura en Filosofía y Letras por la Universidad de Wesleyan. Trabajó como vendedora de helados en una tienda en Cambridge, Massachusetts, llamada Toscanini's.
Hizo interpretaciones en escena basadas en la obra de the Legendary Pink Dots, una de sus primeras influencias musicales. Formó la banda Shadowbox Collective, dedicada a hacer espectáculos de teatro en escenarios, (en el año 2002, hizo "Hotel Blanc", que ella misma dirigió), teatro callejero y música en la calle haciendo de mimo, personificación a la que llamó "The Eight Foot Bride" (La novia de 8 pies (de altura)), en Harvard Square, entre otros sitios. Esta parte de su vida quedó reflejada en la canción "The perfect fit", de su primer disco con "The Dresden Dolls", de título homónimo:
"I can paint my face

And stand very, very still

It's not very practical

But it still pays the bills"

(Traducción)

"Puedo pintar mi cara

y permanecer muy, muy quieta.

No es muy práctico,

pero aun así, paga las facturas."

Al igual que en la canción "Glass slipper", del disco "A is for Accident" (su álbum de debut en directo):
I give out flowers

To curious strangers

who throw dollars at my feet."

(Traducción)

"Le doy flores

a curiosos desconocidos

que arrojan dólares a mis pies

Un grupo de estatuas humanas (mimos), aparece en el videoclip de la canción "Sing", del disco "Yes, Virginia...".
A pesar del hecho de que nunca aprendió a leer música (aunque recibió breves lecciones en dos períodos diferentes), formó una banda llamada "Amanda Palmer and the Void".

### The Dresden Dolls
En octubre del año 2000, conoció al baterista Brian Viglione en una fiesta de Halloween y juntos formaron The Dresden Dolls. Para hacer más intensas sus actuaciones en directo, Amanda invitaba a antiguos compañeros de la Escuela Secundaria de Lexington para que realizasen obras dramáticas durante las mismas. Esto evolucionó en "The Dirty Business Brigade", un conjunto de artistas que actúan en muchos de sus shows. En el 2002, después de desarrollar una base de fanes, la banda grabó su álbum debut homónimo, titulado The Dresden Dolls, con el productor Martin Bisi (de Indie, Brooklyn). Produjeron el disco antes de firmar con la disquera Roadrunner Records. 
En el 2005, Amanda ganó el premio a la mejor vocalista femenina de la WFNX/Boston Phoenix Best Music Poll. En el 2006 se publicó "The Dresden Dolls Companion", con palabras, música y trabajos de arte de Amanda Palmer. Se describía la historia del álbum "The Dresden Dolls" y del dúo, así como una autobiografía parcial. El libro también contiene las letras, partituras, y notas de cada canción del álbum, todo escrito por ella, e incluye también un DVD con una entrevista de 20 minutos a Amanda sobre la creación del libro. El mismo año se publica el disco Yes, Virginia... (2006).
En junio del 2007 realizan una gira en el True Colors Tour 2007 y debutan en la Radio City Music Hall de Nueva York, además de aparecer por primera vez en el New York Times. El año 2008 se publica el disco No, Virginia, y se lanza un segundo libro, el Virginia Companion, una continuación de The Dresden Dolls Companion, incluyendo música y letras de ambos álbumes, producidos por Sean Slade y Paul Kolderie.

### Evelyn Evelyn
En septiembre del 2007, Palmer colaboró con Jason Webley para lanzar el EP de Evelyn Evelyn, titulado Elephant Elephant. El álbum se lanzó en 2010 y fue acompañado por una gira mundial.

### Carrera en solitario
El 16 de septiembre de 2008, publica su primer álbum en solitario Who killed Amanda Palmer?, con la producción y participación de Ben Folds. El disco iba acompañado de un cuadernillo de fotografías con textos de Neil Gaiman. El 15 de enero de 2010, el escritor Neil Gaiman anunció en su blog su compromiso matrimonial con ella. El 4 de mayo de 2020, Ada anunció en una publicación para sus suscriptores de Patreon su separación
El 20 de julio de 2010, lanzó su segundo disco en solitario de versiones de canciones de Radiohead tocadas con su ukelele, titulado Amanda Palmer Performs the Popular Hits of Radiohead on Her Magical Ukulele. Al año siguiente, grabó su álbum en vivo Goes down under. En 2012, formó el grupo de rock alternativo Amanda Palmer & The Grand Theft Orchestra lanzando su tercer disco Piano is Evil. Tres años después, debutó en la literatura con su libro El arte de pedir, más tarde junto con su esposo anunciaron la noticia de ser padres.
Actualmente, y después de haberse iniciado en la financiación de proyectos artísticos a través de micromecenazgo, ha renunciado a las discográficas tradicionales para gestionar su carrera a través de la página de micromecenazgo Patreon.

## Discografía

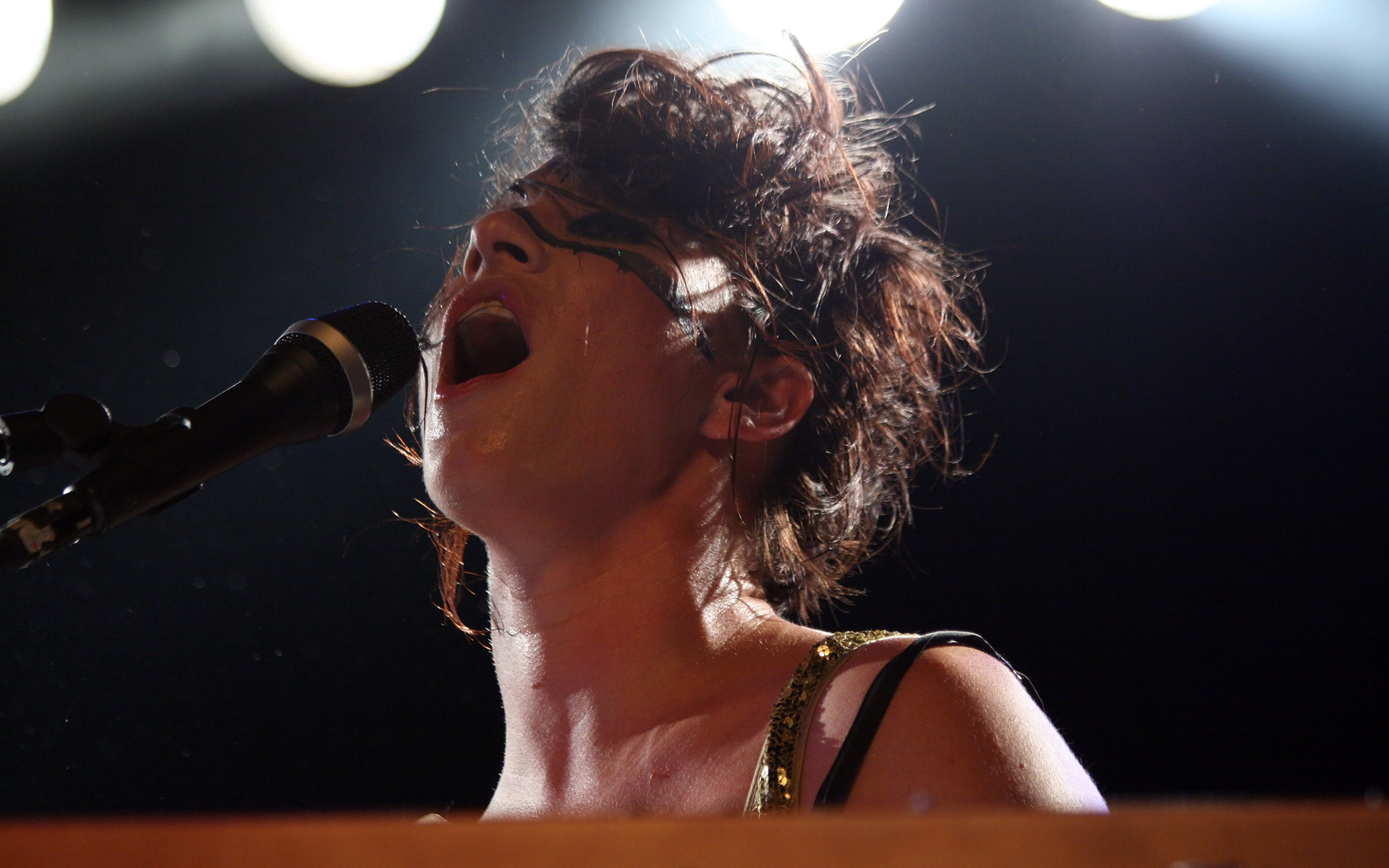
Amanda Palmer en Viena (2011)

### Álbumes de estudio
- Who Killed Amanda Palmer (2008)
- Theatre Is Evil (2012)
- Jack & Amanda Palmer: You Got Me Singing (2016)
- Piano Is Evil (Versión acústica de Theatre Is Evil) (2016)
- Amanda Palmer & Edward Ka-Spel: I Can Spin A Rainbow (2017)
- There Will Be No Intermission (2019)

### Álbumes en vivo
- Amanda Palmer Goes Down Under (2011)[3]
- Several Attempts to Cover Songs by The Velvet Underground & Lou Reed for Neil Gaiman as His Birthday Approaches (2012)[4]
- An Evening With Neil Gaiman & Amanda Palmer (2013)[5]

### Álbumos de remixes
- Map of Tasmania (2011)

### EPs
- Amanda Palmer Performs the Popular Hits of Radiohead on Her Magical Ukulele (2010)[6][7][8]
- Amanda Palmer & Jherek Bischoff: Strung Out In Heaven (A David Bowie Tribute) (2016)[9]
- Amanda Palmer & Jason Webley - Sketches For the Musical JIB (2016)

### Singles
- "Leeds United" (2008)
- "Oasis" (2009)
- "Do You Swear to Tell the Truth the Whole Truth and Nothing but the Truth So Help Your Black Ass" (2010)
- "Idioteque" (cover de Radiohead, 2010)
- "Map of Tasmania" (December 2010)[10]
- "Polly" (cover de Nirvana, 2011).[11] Relanzado el 2012.[12]
- "Do It With a Rockstar" (2012)
- "Institutionalized" (cover de Suicidal Tendencies, 2012)[13]
- "Bigger On The Inside" (2015)
- "The Things About Things"  (2015)
- "All I Could Do" (2015) Amanda & Jack Palmer (Kimya Dawson cover)
- "So Much Wine" (2015) Amanda & Jack Palmer (The Handsome Family cover)
- "A Mother's Confession" (2016)
- "Machete" (2016)
- "1952 Vincent Black Lightning" (2016) Amanda & Jack Palmer (Richard Thompson cover)
- "Purple Rain" (2016) Amanda Palmer & Jherek Bischoff (Prince cover)
- "Laura" (2016) Amanda Palmer & Brendan Maclean (Bat for Lashes cover)
- "The Sound of People Dancing" (2016) Amanda Palmer with Thor & Friends (Thor & Friends cover) Live at Le Poisson Rouge
- "On The Door" (2016) Amanda Palmer & Brendan Maclean
- "Everybody Knows"/"Democracy" (2016) Amanda Palmer, Jherek Bischoff y Neal Gaiman (Leonard Cohen covers)
- "The Angel Gabriel" (2016)
- "Floating in a Cocktail Glass" (2017)
- "Drowning in the Sound" (2018)

### DVD
- Who Killed Amanda Palmer: A Collection of Music Videos (2009)

### Como parte de The Dresden Dolls
- The Dresden Dolls (EP) (2002)
- A Is for Accident (2003) (live album)
- The Dresden Dolls (2003, reissued 2004)
- Yes, Virginia... (2006)
- No, Virginia... (2008) (compilation)
- The Virginia Monologues (2015) (compiles Yes, Virginia... and No, Virginia...)

### Como parte de Evelyn Evelyn
- Elephant Elephant (EP) (2007)
- Evelyn Evelyn (2010)